# Szeghalom
Szeghalom ist eine ungarische Stadt im gleichnamigen Kreis im Norden des Komitats Békés. Sie liegt nördlich des Zusammenflusses von Berettyó und Sebes-Körös (Schnelle Kreisch).
Das Sárréti-Museum ist ein Komitatsmuseum in der Stadt.

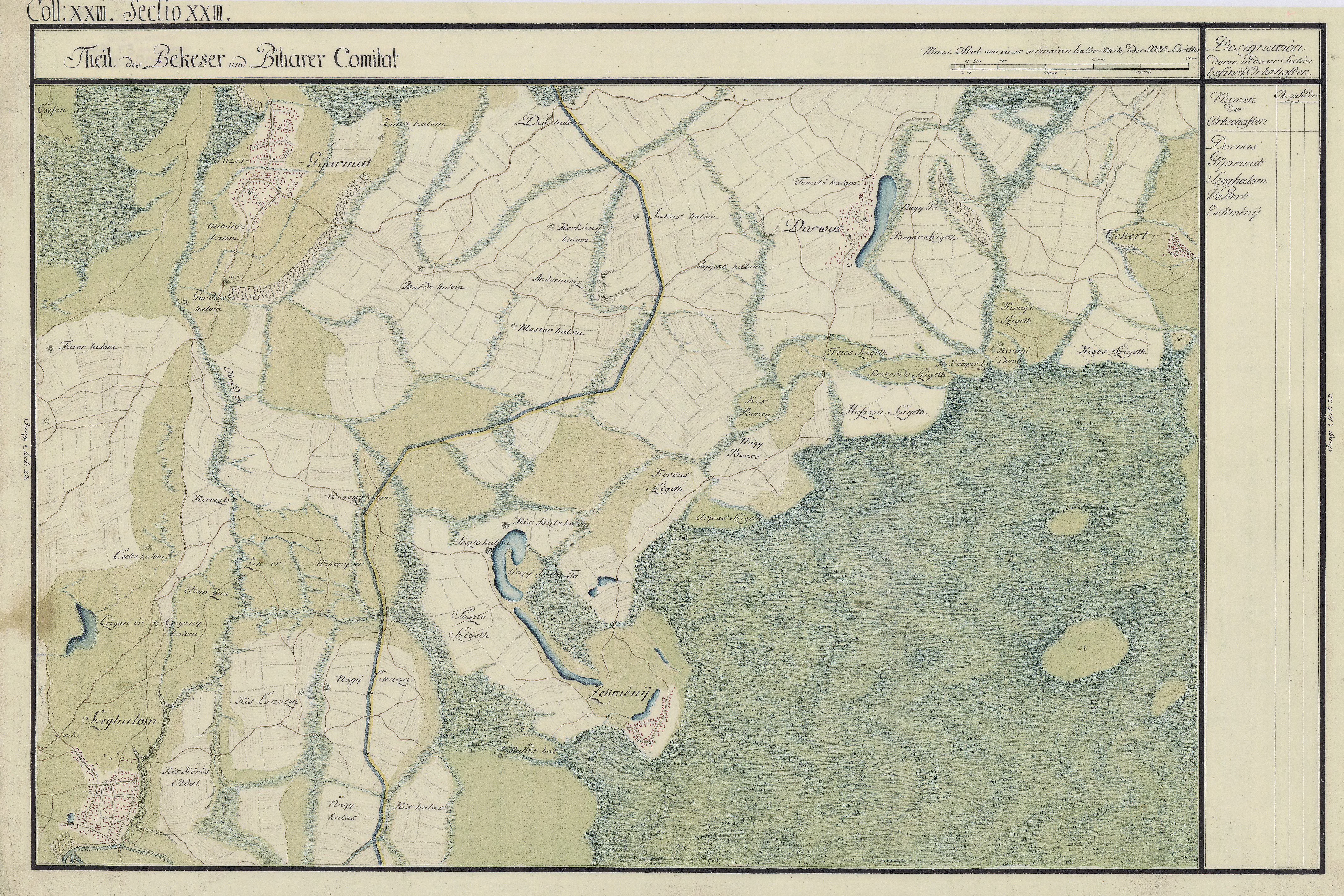
Szeghalom (links unten) um 1782 (Aufnahmeblatt der Josephinischen Landesaufnahme)
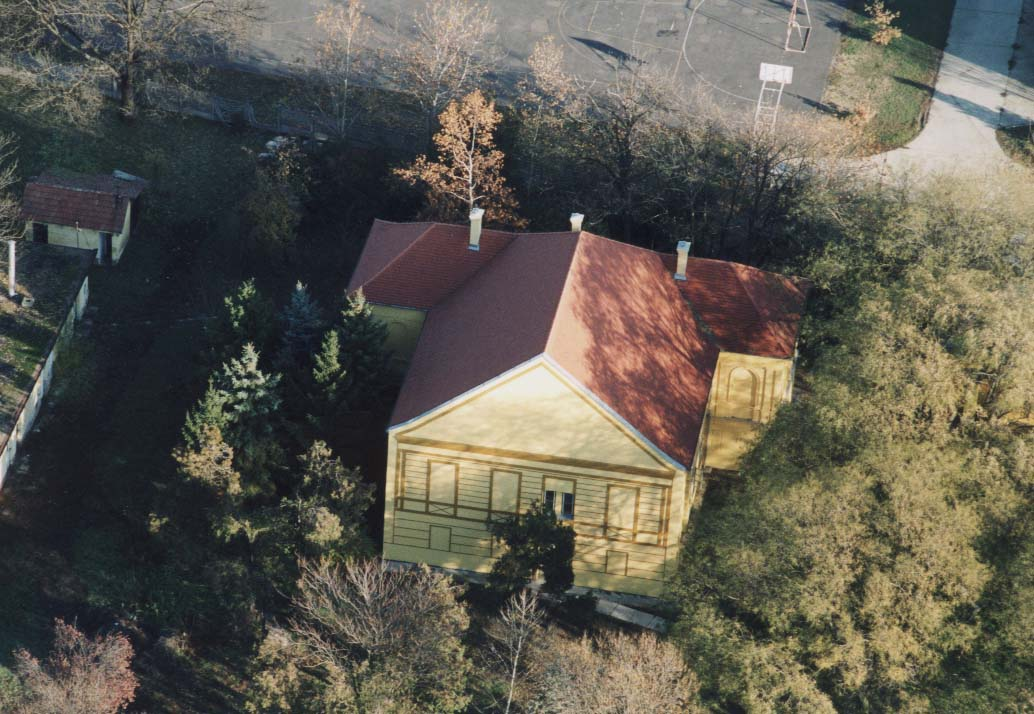
Schloss Szeghalom

## Verkehr
Szeghalom ist an die Bahnstrecke Gyoma–Körösnagyharsány angeschlossen, durch den Ort führt die Hauptstraße Nr. 47.

## Städtepartnerschaften
- Sâncraiu (Cluj), Rumänien
- Scheibbs, Österreich
- Trasaghis, Italien

## Söhne und Töchter
- Ferenc (François) Szisz (1873–1944), französischer Rennfahrer ungarischer Herkunft
- Anna Bondár (* 1997), ungarische Tennisspielerin